# Jazavčar
Jazavčar pasmina je pasa goniča kratkih nogu i dugog tijela. Pas može biti glatke dlake, oštrodlaki ili dugodlaki, a dolazi u raznim bojama.
Jazavčar standardne veličine razvijen je za pronalazak i tjeranje jazavaca i drugih životinja koje žive u jazbinama. Minijaturni jazavčar uzgajan je za lov na male životinje poput zečeva.
Prepoznatljivi su po izduženom tijelu. Vrat im je dugačak i tanak, a glava se sužava prema nosu koji je suh, crn ili smeđ, već u skladu s bojom dlake; njuška im je duga i ravna. Oči su ovalne, crvenkasto-smeđe ili crno-smeđe boje. Uši su prilično dugačke, zaobljene na krajevima i plosnate. Postavljene su visoko unazad i vise niz obraze. Vrlo su pokretljivi.
Prsa su ovalnog oblika, leđa kratka i kruta, slabine široke, a sapi duge i zaobljene. Noge su kratke, mišićave. Prednje noge nisu potpuno paralelne, već blago okrenute prema van. Stražnje noge su paralelne, gledajući straga i sa snažnim skočnim zglobom. Rame i nadlaktica iste su duljine i čine pravi kut. Podlaktica je kratka, lakat debeo, a kosti podlaktice velike. Šape su široke i okrugle. Rep je smješten u produžetku leđne linije.
Kinolozi smatraju da je ovaj pas nastao u Njemačkoj križanjem niskonogog švicarskog goniča s pinčem. Prva pasmina koja je nastala na ovaj način bila je kratkodlaka, a kasnije su se pojavile i dugodlake i oštrodlake koje se od pretka razlikuju samo po krznu. Dugodlaka je nastala križanjem kratkodlake sa španjolskim i njemačkim epanjelima, također u Njemačkoj, negdje u 16. stoljeću. Tek u 19. stoljeću pojavio se oštrodlaki pas, za kojeg se pokazalo da je vrlo pogodan za lov, zbog guste dlake koja ga štiti od hladnoće i trnja. Nastao je križanjem kratkodlakog jazavčara, šnaucera, dandy dinmont terijera i možda škotskog terijera. Zbog pronalaska prikaza psa vrlo sličnog jazavčaru u jednoj od grobnica egipatskog faraona (4000 godina prije Krista), može se zaključiti da jazavčar vuče svoje podrijetlo još iz starog Egipta. Međutim, to je manje vjerojatno.

## Galerija
- Oštrodlaki jazavčar
- Dugodlaki jazavčar
- Slika Carla Reicherta: Znatiželjni štenci jazavčari i žaba
- Kratkodlaki jazavčar na utrci